# Ukrajinistika
Ukrajinistika je filologicky zaměřený vědní obor zabývající se studiem ukrajinského jazyka, literatury a kultury obyvatel Ukrajiny, životem ukrajinské diaspory a také dějinami Ukrajiny.

## Odborná jazykovědná definice
Ukrajinistika je filologicky zaměřený obor zabývající se jazykem, literaturou, kulturou a dějinami ukrajinského národu.

## Historie ukrajinistiky
Historie ukrajinistiky je velice úzce spjatá se samotnými dějinami Ukrajiny. Literární památky psané, buď staroukrajinštinou, či již modernějšími formami ukrajinštiny, jsou známy již ze 12. století - jako tzv. byliny, což byly příběhy legendárních hrdinů, tzv. bohatýrů. Na území bývalého Československa se o ukrajinštinu zajímali především obrozenci a buditelé první fáze národního obrození, jako např. František Ladislav Čelakovský, Pavel Josef Šafařík, František Palacký, Josef Dobrovský, či Josef Jungmann. V dobách po vzniku ČSR byla Ukrajina stále chápána nesprávně jako mladší slovanský bratr Ruska. Vrchol ukrajinistiky v českých zemích a na Slovensku však přišel po únoru 1948 a orientaci Československa na největší evropskou republiku v rámci SSSR. V 90. letech 20. století zájem o ukrajinštinu opadl, aprobovaní ukrajinštináři se masivně rusifikovali a obrátili k angličtině. Nicméně již po roce 2004 zažívá opět mírnou renesanci.

## Brněnská ukrajinistika
Na Masarykové univerzitě v Brně je slavistický obor Ukrajinistika realizován od roku 1993, který lze studovat v rámci tamějšího Ústavu slavistiky Filozofické fakulty.
Oxana Gazdošová z Ústavu slavistiky uvedla, že v Brně se ukrajinistika rozvíjela postupně a že měla k roku 2009 přes 50 studentů a že je obor je otevírán každoročně. Již tradičně do bývalého Československa a dnes na území Čech, Moravy a Slezska přijíždí tisíce Ukrajinců, a proto jsou potřební tlumočníci a překladatelé. Navíc dnes[kdy?] kvůli ruské okupaci ukrajinského poloostrova Krym a ruské válce ve východní části Ukrajiny denně přijíždí stovky Ukrajinců postižených válečnými událostmi do Prahy, proto jako nikdy před tím jsou zapotřebí ukrajinisté, předkladatelé, stejně jako nové slovníky, publikace či učebnice.
U příležitosti 15. výročí brněnské ukrajinistiky proběhla mezinárodní konference Ukrajinistika - minulost, přítomnost, budoucnost. Hlavní záštitou nad konferencí převzal Ústav slavistiky a Česká asociace slavistů. Nejpočetnější delegaci byli ukrajinisté z ČR, Ukrajiny a Německa. Další účastníci konference byli z Polské republiky a USA.